# Liste der Biografien/Kira
Liste der Biografien |
Portal Biografien |
Personensuche
# |
A |
B |
C |
D |
E |
F |
G |
H |
I |
J |
K |
L |
M |
N |
O |
P |
Q |
R |
S |
T |
U |
V |
W |
X |
Y |
Z |
?
 
Ka |
Kb |
Kc |
Kd |
Ke |
Kf |
Kg |
Kh |
Ki |
Kj |
Kl |
Km |
Kn |
Ko |
Kp |
Kr |
Ks |
Kt |
Ku |
Kv |
Kw |
Ky |
Kx |
Kz
 
Kia |
Kib |
Kic |
Kid |
Kie |
Kif |
Kig |
Kih |
Kii |
Kij |
Kik |
Kil |
Kim |
Kin |
Kio |
Kip |
Kir |
Kis |
Kit |
Kiu |
Kiv |
Kiw |
Kix |
Kiy |
Kiz
 
Kira |
Kirb |
Kirc |
Kird |
Kire |
Kirf |
Kirg |
Kirh |
Kiri |
Kirj |
Kirk |
Kirl |
Kirm |
Kirn |
Kiro |
Kirp |
Kirr |
Kirs |
Kirt |
Kiru |
Kirv |
Kirw |
Kiry |
Kirz
Die Liste der Biografien führt alle Personen auf, die in der deutschsprachigen Wikipedia einen Artikel haben. Dieses ist eine Teilliste mit 42 Einträgen von Personen, deren Namen mit den Buchstaben „Kira“ beginnt.

## Kira
- Kira (* 1978), deutsche Musikerin
- Kira, Chinatsu (* 1991), japanische Fußballspielerin
- Kira, Manami (* 1991), japanische Hürdenläuferin
- Kira, Yoshiko (* 1982), japanische Politikerin
- Kira, Yoshinaka (1641–1703), japanischer Hofbeamter

### Kirab
- Kirabo, Vincent (* 1955), ugandischer Geistlicher, römisch-katholischer Bischof von Hoima

### Kirac
- Kıraç, Güven (* 1960), türkischer Schauspieler
- Kıraç, Mustafa Cahit (* 1956), türkischer Politiker, Gouverneur mehrerer Provinzen
- Kıraç, Tufan (* 1972), türkischer Rockmusiker und Filmkomponist

### Kiraj
- Kiraj, Stefan (* 1989), deutscher Kanute

### Kirak
- Kirakosian, Racha (* 1986), deutsche Altgermanistin
- Kirakosjan, Arman (1956–2019), armenischer Botschafter, Vize- und kommissarischer Außenminister

### Kiral
- Kıral, Erden (1942–2022), türkischer Filmregisseur und Drehbuchautor
- Kiralfy, Bolossy (1847–1932), Impresario und Veranstaltungsmanager
- Kiralfy, Imre (1845–1919), Impresario und Veranstaltungsmanager
- Király, Béla (1912–2009), ungarischer General, Historiker und Politiker, Mitglied des Parlaments
- Kiraly, Bettina (* 1979), österreichische Schriftstellerin
- Kiraly, Charles (* 1960), US-amerikanischer Volleyball- und Beachvolleyballspieler
- Kiraly, Donald C. (* 1953), US-amerikanischer Sprachwissenschaftler
- Király, Ede (1926–2009), ungarischer Eiskunstläufer
- Király, Gábor (* 1976), ungarischer FußballtorwartGábor Király (* 1976)

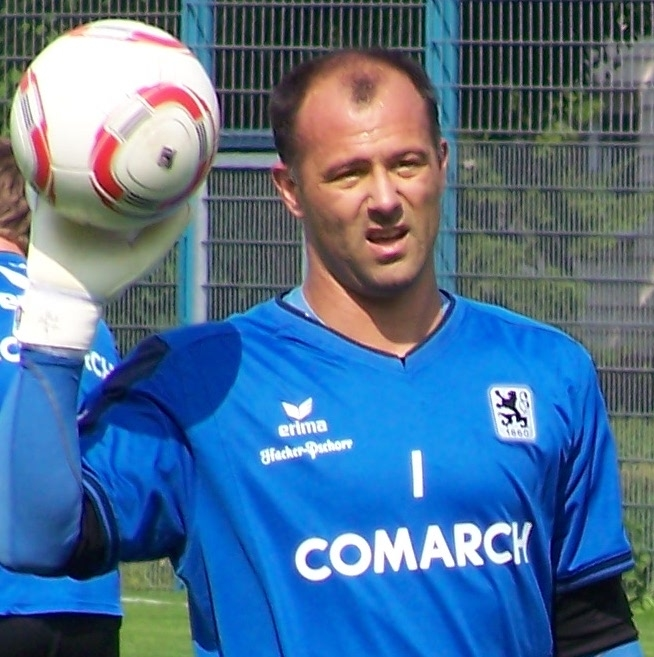
Gábor Király (* 1976)

- Király, Ilona († 1979), ungarische Tischtennisspielerin
- Kiraly, Josef (* 1949), österreichischer Architekt
- Király, Karl Andrassy de Szent (1723–1782), Militär
- Király, Martina (* 1971), ungarische Sängerin und Komponistin
- Király, Réka (* 2001), ungarische Beachhandballspielerin
- Király-Picot, Hajnalka (* 1971), ungarisch-französische Degenfechterin

### Kiram
- Kiram, Nabil (* 1982), marokkanischer Diskuswerfer
- Kiramo, Arttu (* 1990), finnischer Freestyle-Skier

### Kiran
- Kıran, Fatih (* 1993), deutsch-türkischer Fußballspieler
- Kıran, Mehmet Ali (* 1987), türkischer Fußballspieler
- Kiran, Uday (1980–2014), indischer Filmschauspieler

### Kiras
- Kirastas, Ioannis (1952–2004), griechischer Fußballspieler und Trainer

### Kirat
- Kirati Kaewnongdang (* 1997), thailändischer Fußballspieler
- Kirati Keawsombat (* 1987), thailändischer Fußballspieler
- Kıratlı, Aykut (* 1992), türkischer Fußballspieler
- Kıratlı, Burcu (* 1989), türkische Schauspielerin und Model

### Kirau
- Kirau, Mikalaj (* 1957), sowjetischer Leichtathlet

### Kiraz
- Kiraz, Ferhat (* 1989), türkischer Fußballspieler und -trainer
- Kiraz, Sabri (1918–1985), türkischer Fußballspieler und -trainer
- Kiraz, Ümmü (* 1982), türkische Leichtathletin
- Kirazcı, Yiğit (* 1983), türkischer Schauspieler